# Pumpėnai
Pumpėnai is een plaats in het Litouwse district Panevėžys. De plaats telt 952 inwoners (2001).